# Frédéric Delavallade
Frédéric Delavallade (ur. 9 czerwca 1960 roku) – francuski kierowca wyścigowy.

## Kariera
Delavallade rozpoczął karierę w międzynarodowych wyścigach samochodowych w 1981 roku od startów we Francuskiej Formule Renault. Z dorobkiem dwunastu punktów uplasował się na piętnastej pozycji w klasyfikacji generalnej. W późniejszych latach pojawiał się także w stawce Francuskiej Formuły 3, Europejskiej Formuły 3, Grand Prix Monako Formuły 3 oraz European Touring Car Championship